# Sergio Abate
Sergio Abate (Napoli, 3 agosto 1909 – Monte Dunun, 19 maggio 1936) è stato un militare italiano, insignito della medaglia d'oro al valor militare alla memoria nel corso della guerra d'Etiopia.

## Biografia
Nacque a Napoli il 3 agosto 1909, figlio di Alberto e Clelia De Stefanis.
Dopo aver conseguito il diploma di ragioniere a Bergamo, dove la famiglia si era trasferita, si arruolò nel Regio Esercito e frequentò il corso allievi ufficiali di complemento di Milano, uscendone nel giugno 1931 come sottotenente di complemento del corpo degli alpini, assegnato in servizio al battaglione alpini "Pieve di Teco" del 1º Reggimento. Congedatosi nel gennaio 1932 ed iscrittosi nella Milizia Volontaria Sicurezza Nazionale con il grado di capomanipolo, prestò la sua opera presso reparti premilitari. Fu tra i primi a presentare domanda per partire per l'Africa orientale, ottenendo di essere destinato al Regio corpo truppe coloniali della Somalia italiana. Sbarcato a Mogadiscio il 24 aprile 1935, assegnato con il grado di sottotenente al IX Battaglione del 3º Raggruppamento arabo-somalo, prese parte da subito alle operazioni belliche nel corso della guerra d'Etiopia, ottenendo la promozione a tenente nel febbraio 1936. Cadde in combattimento sul Monte Dunun (Neghelli) il 19 maggio 1936 e fu insignito della medaglia d'oro al valor militare alla memoria. Una via di Napoli porta il suo nome.

### Fonti
1. ↑  Combattenti Liberazione.
2. 1 2 3  Gruppo Medaglie d'Oro al Valor Militare 1965, p. 177.
3. 1 2  Bianchi, Cattaneo 2012, p. 1.
4. 1 2 3 4  Bianchi, Cattaneo 2012, p. 2.
5. ↑   Medaglia d'oro al valor militare Abate, Sergio, su quirinale.it, Quirinale. URL consultato l'11 luglio 2021.